# André Doyen
Pour les articles homonymes, voir Doyen.
André Doyen, né le 29 mars 1949 à Fize-Fontaine (Villers-le-Bouillet, province de Liège), est un coureur cycliste belge, professionnel de 1970 à 1976.

## Palmarès

### Palmarès amateur
- 1970
  - 1re étape du Circuit de Côte d'Or
  - Tour de Namur :
    - Classement général
    - 2e et 3e étapes

  - Une étape du Tour des Combrailles
  - 2e du Tour des Combrailles
  - 2e du Tour de Liège
  - 3e de Romsée-Stavelot-Romsée

### Palmarès professionnel
- 1970
  - 1reb étape du Tour de Catalogne (contre-la-montre par équipes)
- 1971
  - 3e du Tour du Condroz
- 1972
  - 3e et 4e étapes du Tour du Portugal
  - 3e du Circuit du Pays de Waes
- 1973
  - 2ea étape du Tour de France (contre-la-montre par équipes)
- 1974
  - Grand Prix de Montauroux
  - 2e de la Puivelde Koerse
- 1976
  - 2e du Circuit du Pays de Waes

## Résultats sur les grands tours

### Tour de France
2 participations
- 1973 : hors-course (8e étape), vainqueur de la 2ea étape (contre-la-montre par équipes)
- 1975 : 69e

### Tour d'Espagne
1 participation
- 1975 : abandon (12e étape)